# Turgenitubulus opiranus
Turgenitubulus opiranus é uma espécie de gastrópode  da família Camaenidae.
É endémica da Austrália.